# Глизе 884
Глизе 884 (лат. Gliese 884) — одиночная звезда в созвездии Водолей. Находится на расстоянии около 26,6 световых лет от Солнца.

## Характеристики
Глизе 884 представляет собой оранжевый карлик главной последовательности с температурой поверхности около 3878 кельвин. Диаметр звезды составляет приблизительно 67% солнечного. Глизе 884 можно наблюдать лишь с помощью телескопа: это звезда 7,89 видимой звёздной величины. Впервые она была зарегистрирована в каталоге Cordoba Durchmusterung, дополнении к Боннскому обозрению Фридриха Аргеландера, под наименованием CD −23 17699, поэтому в астрономической литературе нередко можно встретить именно данное обозначение.

## Ближайшее окружение звезды
Следующие звёздные системы находятся на расстоянии в пределах 10 световых лет от системы Глизе 884:
| Звезда        | Спектральный класс  | Расстояние, св. лет |
| FK Водолея    | M0-2 Ve / ? / M4 Ve | 3,0                 |
| Фомальгаут    | A3 V                | 3,5                 |
| TW Южной Рыбы | K4 V                | 4,4                 |
| GJ 4274       | M4,5 V              | 5,5                 |
| GJ 4360       | M V                 | 6,6                 |
| GJ 1276       | DZ9 /VII            | 7,2                 |
| GJ 2005       | M5,5 V              | 9,0                 |